# Nördlicher Großflugbeutler
Der Nördliche Großflugbeutler (Petauroides minor) ist ein Säugetier aus der Familie der Ringbeutler (Pseudocheiridae). Er kommt im nordöstlichen Australien, im nördlichen Queensland zwischen Townsville im Süden und Cairns im Norden vor. Der Nördliche Großflugbeutler galt ursprünglich als Unterart von Petauroides volans (jetzt Südlicher Großflugbeutler). Im 2015 erschienen Beuteltierband des Handbook of the Mammals of the World, einem Standardwerk der Mammalogie, wird er als eigenständige Art geführt.

## Merkmale
Die Tiere erreichen eine Kopfrumpflänge von 30 bis 40 cm, haben einen 40 bis 48 cm langen Schwanz und wiegen 700 bis 900 g. Damit ist die Art die kleinste der Riesengleitbeutler. Verglichen mit dem Südlichen Großflugbeutler (Petauroides volans) hat der Nördliche Großflugbeutler einen schlankeren Körper und kürzere Ohren. Helle Flecken an der Basis der Ohren fehlen. Der Nördliche Großflugbeutler ist grau gefärbt, Hände und Füße sind dunkelgrau. Das Fell auf dem Rücken und den Körperseiten ist gleichmäßig gefärbt, ohne eine dunkle Zone in der Rückenmitte. Ein mittiger, dunkler Streifen findet sich nur auf der Kopfoberseite und auf der Oberseite des Schwanzes. Wie die zwei anderen Arten der Riesengleitbeutler besitzt die Art Gleitmembranen, die vom Ellbogen bis zur Ferse reichen und den Tieren einen Gleitflug ermöglichen.

## Lebensraum und Lebensweise
Der Nördliche Großflugbeutler lebt in tropischen Hartlaubwäldern. Die Lebensweise der Art ist bisher nicht genauer erforscht worden. Sie entspricht wahrscheinlich weitgehend der des besser erforschten Südlichen Großflugbeutlers.